# Пам'ятник Димитрію Ростовському (Ростов-на-Дону)
Пам'ятник Димитрію Ростовському (рос. Памятник Димитрию Ростовскому) — скульптурний монумент, встановлений 1999 року на Соборній площі Ростова-на-Дону.

## Історія
Пам'ятник єпископу Російської православної церкви і митрополиту Ростовської і Ярославської єпархії Димитрію Ростовському (в миру — Данило Савич Туптало; 1651, Макарів, Київщина — 1709, Ростов) був встановлений перед Собором Різдва Пресвятої Богородиці — кафедральним собором Ростовської і Новочеркаської єпархії. Його урочисте відкриття 15 грудня 1999 року на Соборній площі Ростова-на-Дону приурочили до 250-річчя заснування міста. Пам'ятник викликав неоднозначну оцінку жителів міста і фахівців-скульпторів, його критикували за низький художній рівень, невдале розташування, написи на ньому, облачення Святителя.
Автором початкової ідеї та кількох проектів монумента став донський скульптор Анатолій Скнарін. Ще в 1989 році він отримав схвалення Міністерства культури і створив кілька варіантів пам'ятника. Однак пізніше міська влада провела відкритий конкурс робіт, в результаті якого переміг варіант скульптора Володимира Белякова. У 1996 році за розпорядженням глави міста був закладений перший камінь у фундамент майбутнього пам'ятника.
У 2013 році активно обговорювалася ідея розвороту пам'ятника обличчям до собору, а також зміщення в ліву сторону до планованого скверу на площі.